# Јуда (син Јаковов)
Јуда је био четврти син Јакова од Лије, оснивач племена Јудејског. Имао је сина Фареса. Био је унук од Исака, а праунук од Аврама. Апостол Лука га помиње као претка Јосифа у Родослову Исуса Христа.

## Јуда премаКњизи постања
Јуда је био четврти син патријарха Јакова од његове прве жене Лије. Његова браћа су: Рувен, Симон, Леви, Исахар и Зевулон. Браћа су била похлепна према Јосифу јер је био најстарији син Јаковљеве жене Рахиље коју је више волио од Лије. Једнога дана Јосифа је послао отац да посјети браћу на њиви. Они су њега дочекали и убацили у дубоки бунар без воде. Наишли су трговци Измаелићани, а браћа су извадила Јосифа из бунара и продали га трговцима. Посули су његову одјећу крвљу од овце и рекли оцу да су га растргале звијери.
Јуда се оженио и добио три сина: Ера Онана, и Шелаха. Касније је добио два близанца: Фареса и Зераха, које је родила Тамара. Фарес је био предак јудејског краља Давида.
За то вријеме, Јосиф је дошао на позицију најважнијег човјека у Египту. 20 година након продавања Јосифа у ропство, у Ханан је дошла глад. Јаков их је послао у Египат да донесу храну. Они су питали Јосифа за храну, али нису препознали да је то он. Он им је рекао да доведу Венијамина, најмлађег брата, а Симона задржао у тамници. Отац им је тешка срца дао Вемијамина да поведу у Египат. Они узимају храну, а Јосиф им уваљује златни пехар, затим их зауставља и оптужује Венијамина да га је узео. Јуда нуди себе да га одведу у тамницу, али пошто је Јосиф видио да браћа нису више покварена, открива им да је он њихов брат којег су прије 20 година продали Измаелићанима и пушта Симона из тамнице. Затим читава породица се пресељава у Египат.